# Robert Hooke
Robert Hooke (Freshwater, 18. srpnja 1635. - London, 3. ožujka 1703.), britanski fizičar, matematičar i izumitelj. Bio je polihistor te se ubraja u najsvestranije znanstvenike 17. stoljeća. Rad je započeo s Robert Boyleom na konstrukciji zračne pumpe, poboljšao je mikroskop, a okušao se i u teoriji, gdje se često suprotstavljao Isaacu Newtonu (primjerice svojom nedovršenom valnom teorijom svjetlosti i nedovršenom teorijom gravitacije). Prvi utvrdio rastezanje tvari zagrijavanjem (toplinsko istezanje), našao zakon opruge i postavio osnovni zakon teorije elastičnosti (Hookeov zakon). Postavio kinetičku hipotezu plinova i predložio temperaturu tališta leda za nultu točku termometarske ljestvice. Naziv stanica, koji je predložio za strukturu pluta opaženu mikroskopom, prihvaćen je u biologiji s onim značenjem što ga ima atom u fizici i kemiji. Pokusima je dokazao da se centar težišta Zemlje i Mjeseca giba oko Sunca u elipsi (baricentar).

## Životopis
Robert Hooke je rođen u malom mjestu Freshwater, na otoku Isle of Wight, koji se nalazi na jugu Ujedinjenog Kraljevstva. Bio je najmlađi od četvero djece. Otac mu je bio svećenik, pa je očekivao od Roberta da i on to bude. Otac mu je radio i u školi, pa je mogao podučavati svog sina, jer je bio uglavnom slabog zdravlja. Robert je bio jako zainteresiran za mehaniku i izradu nacrta. Tako je bio rastavio jedan brončani sat i uspio napraviti kopiju od drva, koja je dosta dobro radila. 
Otac mu je umro 1648., a Robertu je vrlo malo ostavio. Na sreću, u Londonu se pokazao kao dobar student. Postao je pomoćnik Thomasu Willisu, a zatim je od 1655. do 1662. bio pomoćnik Robertu Boyleu, gdje se pokazao vrlo uspješnim u izradi zračne pumpe i promatranju kod izvođenja poznatog Boyle-Mariotteovog zakona.
Od 1655. radi na poboljšanju sata s njihalom, izumivši zupčasti prekidač, koji je znatno popravio točnost satova. Osim toga, za satove uvodi i spiralne opruge. Smislio je i način za određivanje zemljopisne dužine. 1660. je osnovano Kraljevstvo društvo (engl. Royal Society), koje je kasnije okupljalo mnoge poznate fizičare tog vremena, a Robert Hooke je proveo oko 40 godina u njemu, posebno za izvođenje pokusa. Otkrio je razliku između venske i arterijske krvi. Našao je i način kako mjeriti snagu eksplozije baruta. 
1660. je otkrio zakon o ponašanju elastičnih tvari, posebno opruga, koji je kasnije nazvan Hookeov zakon. Zbog radova na gravitaciji, došao je u žestok sukob s Isaacom Newtonom, koji je bio jedno vrijeme i predsjednik Kraljevskog društva. Od 1680. radio je na vibracijama. 
Promatrajući mikroskopom tanke prereze pluta, otkrio je strukturu sličnu saću, te je nazvao stanicom.
Robert Hooke je radio i na mjerenju udaljenosti do zvijezda metodom paralakse, ali nije uspio zbog nesavršenosti mjernih instrumenata. Jedan od prvih je promatrao Saturnov prsten i dvojne zvijezde. Nakon što je London izgorio u velikom požaru 1666., radio je na obnovi grada. 

## Hookeov zakon
Hookeov zakon je zakonitost koja opisuje ovisnost promjene oblika čvrstoga tijela u obliku štapa o djelovanju vanjske sile, što ju je utvrdio Robert Hooke. Opterećenjem izazvano naprezanje σ razmjerno je deformaciji ε, odnosno:
{\displaystyle \sigma =E\cdot \varepsilon }
Faktor razmjernosti E je modul elastičnosti i karakterističan je za pojedini materijal. Do određene granice naprezanja Hookeov zakon može se primijeniti na većinu konstrukcijskih materijala. Za složenija opterećenja tijela različitih oblika rabi se Hookeov zakon u poopćenom obliku, koji se izražava s više skalarnih linearnih jednadžba.
Ako je šipka ili štap od nekog elastičnog materijala, onda i nju možemo promatrati kao oprugu. Šipka ima duljinu L i poprečni presjek A. Ako šipku razvlačimo s nekom silom F, onda u njoj nastaje naprezanje σ, koje se opire vanjskoj sili. Tada Hookeov zakon možemo pisati u drugom obliku:
{\displaystyle \Delta L={\frac {F}{E\cdot A}}\cdot L={\frac {\sigma }{E}}\cdot L}
gdje je: σ – naprezanje u šipki ili štapu (N/mm2), E – Youngov modul elastičnosti (N/mm2), ε – omjer produljenja šipke ili štapa i njene duljine (bez dimenzije ili ΔL / L), L – duljina štapa, ΔL - produljenje šipke ili štapa (mm), F – sila koja produljuje šipku ili štap (N), A – poprečni presjek šipke ili štapa (mm2)
Hookeov zakon vrijedi samo u određenom području nekog materijala, koje se naziva elastično područje. Za čelik je elastično područje sve do granice razvlačenja ili gdje ta granica nije jasno određena, do granice plastičnosti koja je određena onim naprezanjem pri kojem nastaje trajno produljenje od 0,2% prvobitne dužine šipke ili štapa. Ovo naprezanje nosi oznaku σ0,2.